# Tejn
Tejn is een plaats in de Deense regio Hovedstaden, gemeente Bornholm. De plaats telt 1068 inwoners (2008). 
Vanuit Tejn wordt jaarlijks het internationale Trolling Master Bornholm georganiseerd, waarbij er gevist wordt naar de grootste zalm uit de Oostzee.

## Bezienswaardigheden
- Kerk van Tejn

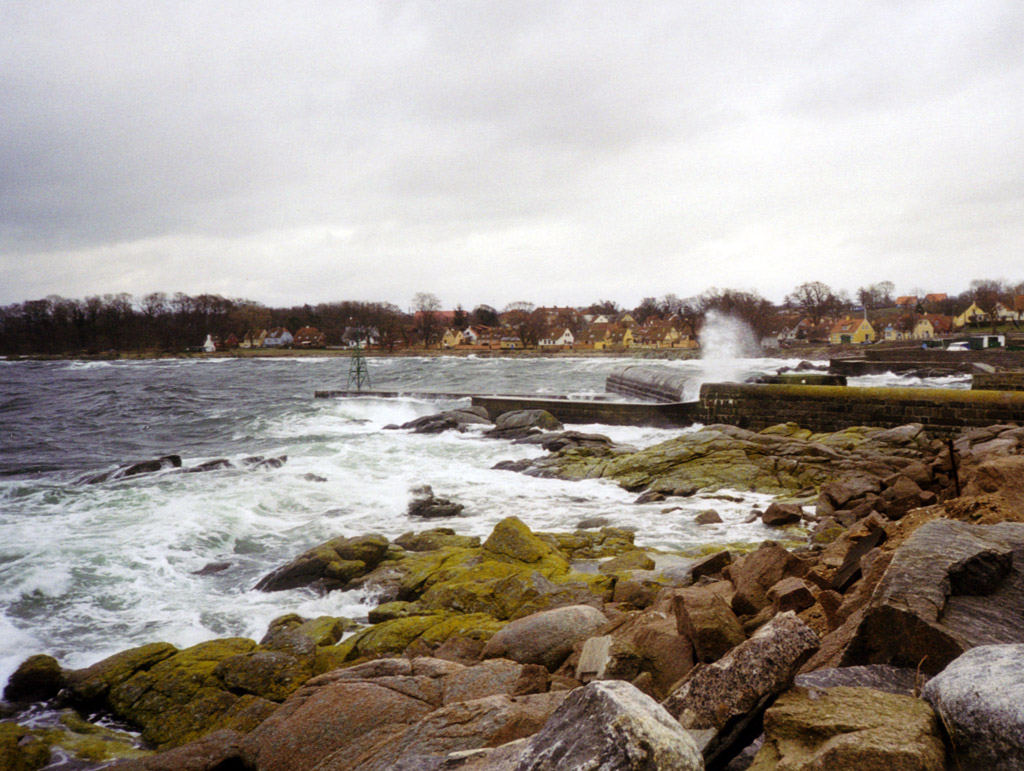
Kust van Tejn
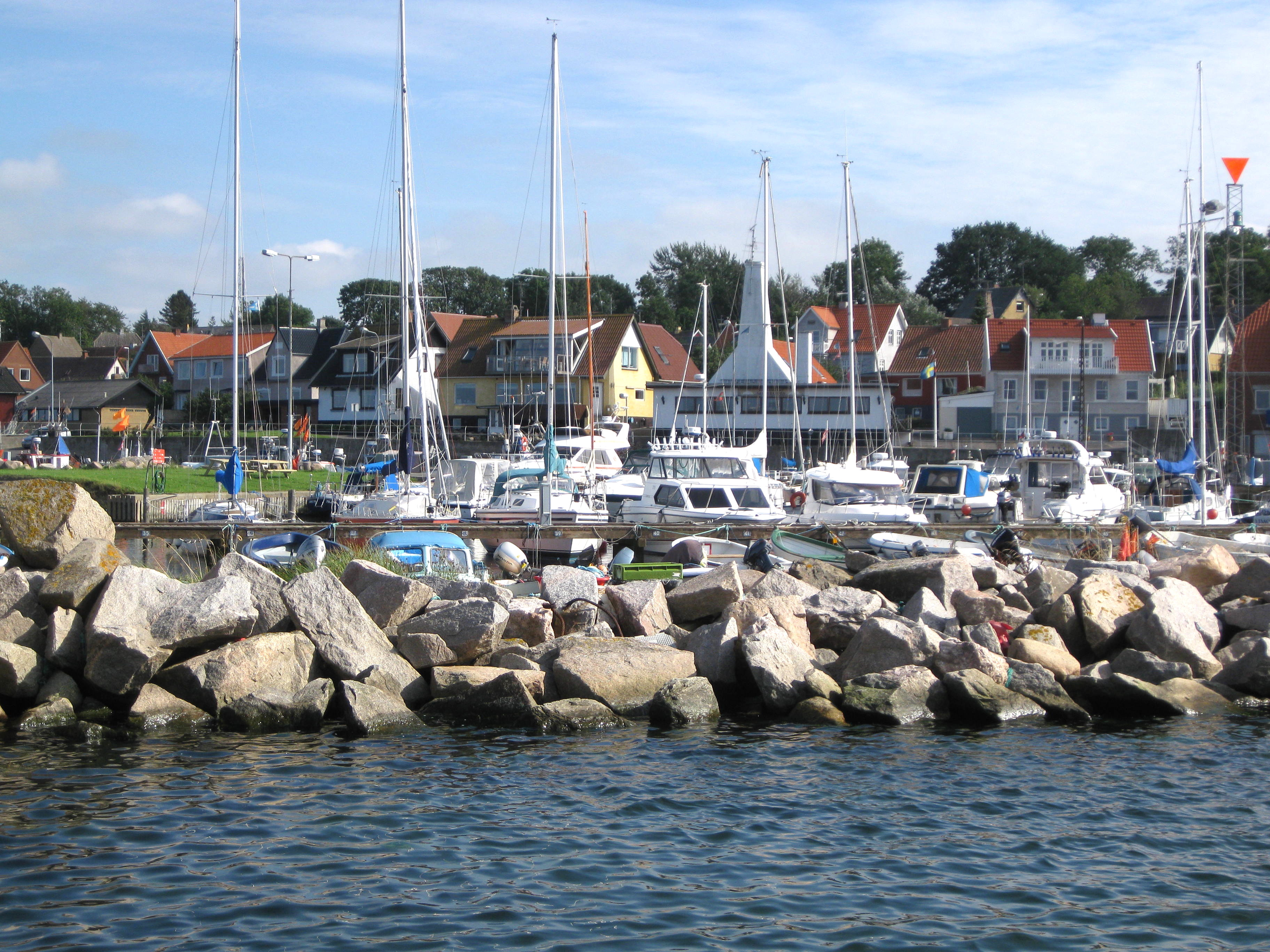
Haven van Tejn
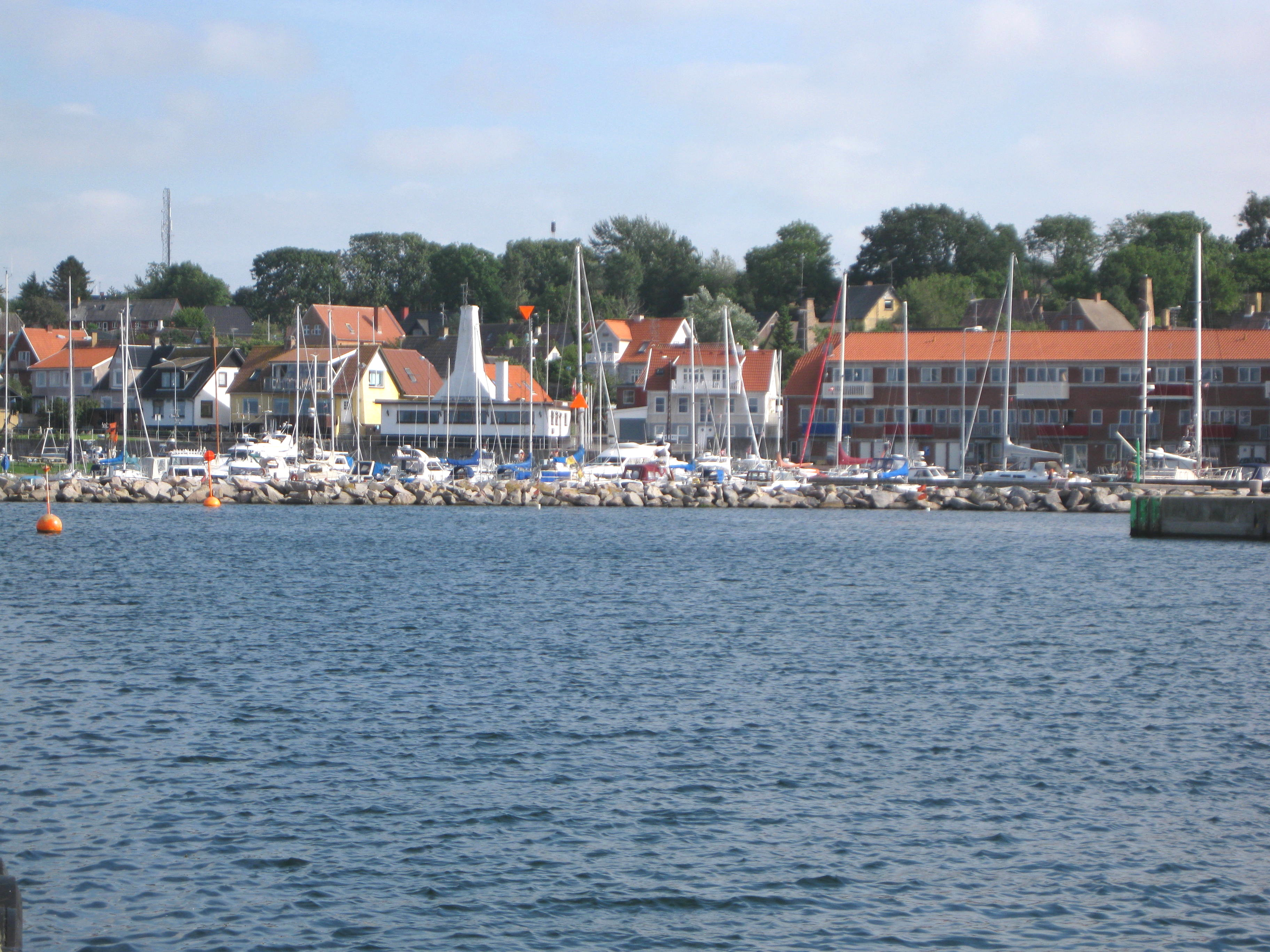
Kust en haven van Tejn

Steden: Aakirkeby · Allinge-Sandvig · Hasle · Nexø · Rønne

Dorpen: Aarsdale · Balka · Gudhjem · Klemensker · Listed · Lobbæk · Nyker · Nylars · Østerlars · Østemarie · Pedersker · Snogebæk · Sorthat-Muleby · Svaneke · Tejn · Vestermarie

Buurtschappen: Arnager · Årsballe · Boderne · Bodilsker · Bølshavn · Dueodde · Helligpeder · Ibsker · Knudsker · Melsted · Olsker · Poulsker · Rø · Rutsker · Sandkås · Smørenge · Stenseby · Teglkås · Vang

Omgeving op en nabij Bornholm: Almindingen · Christiansø · Døndalen · Ekkodalen · Ertholmene · Frederiksø · Gryet · Hammeren · Paradisbakkerne · Rytterknægten · Stammershalle · Troldeskoven